# 西鐵香椎站

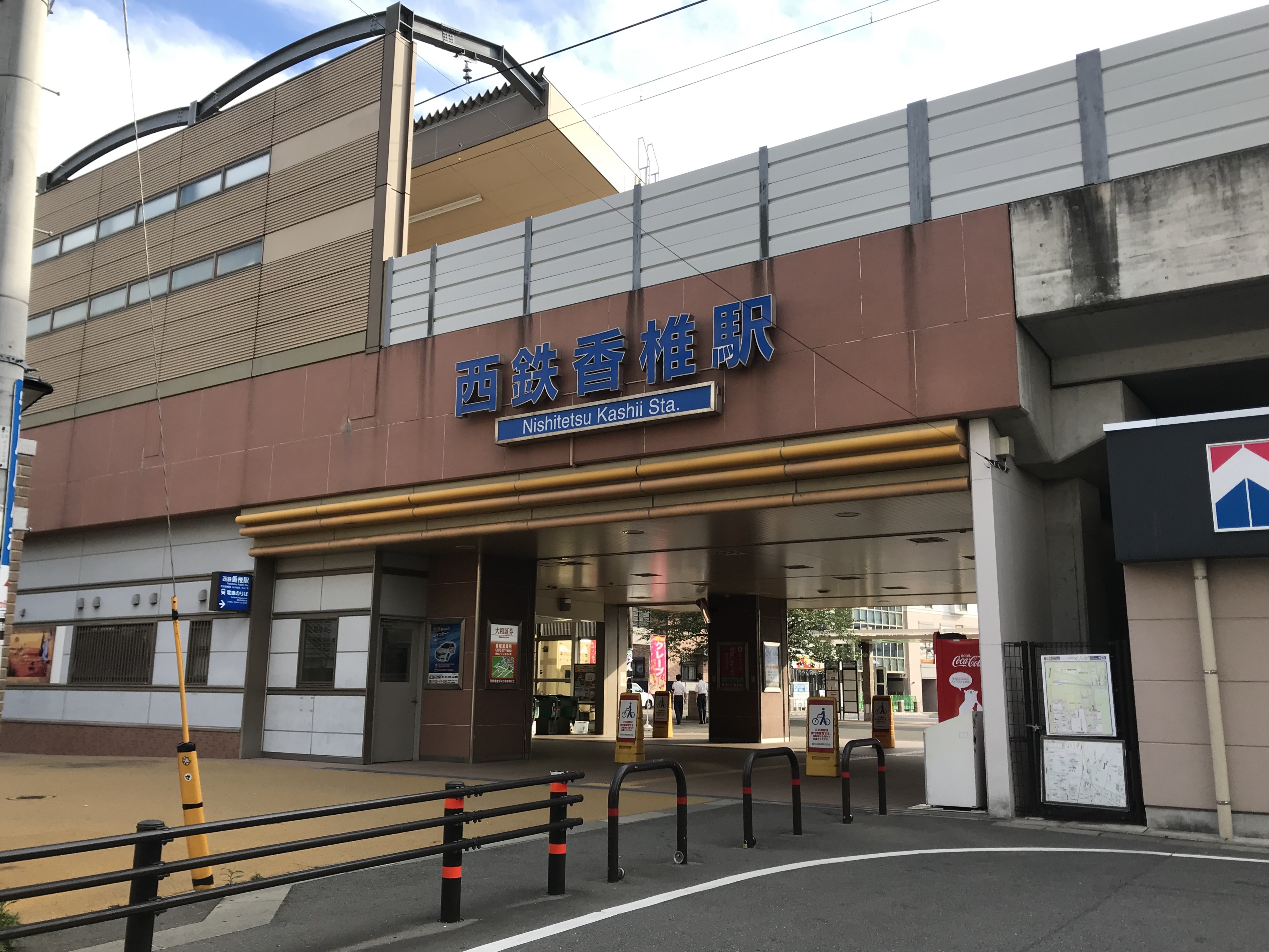
車站入口（2019年7月）

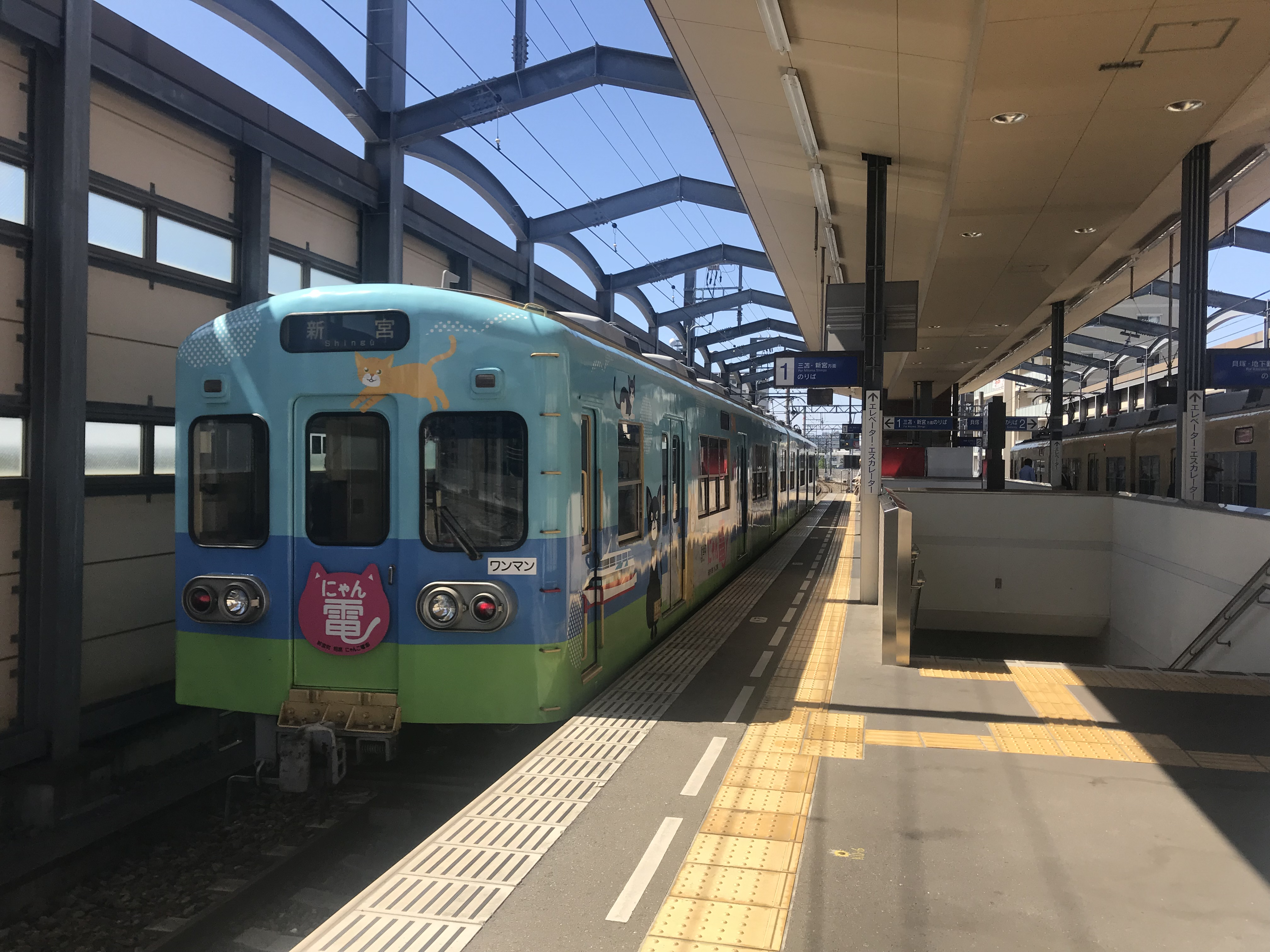
月台和停車中的西鐵新宮方向列車（2018年5月21日）

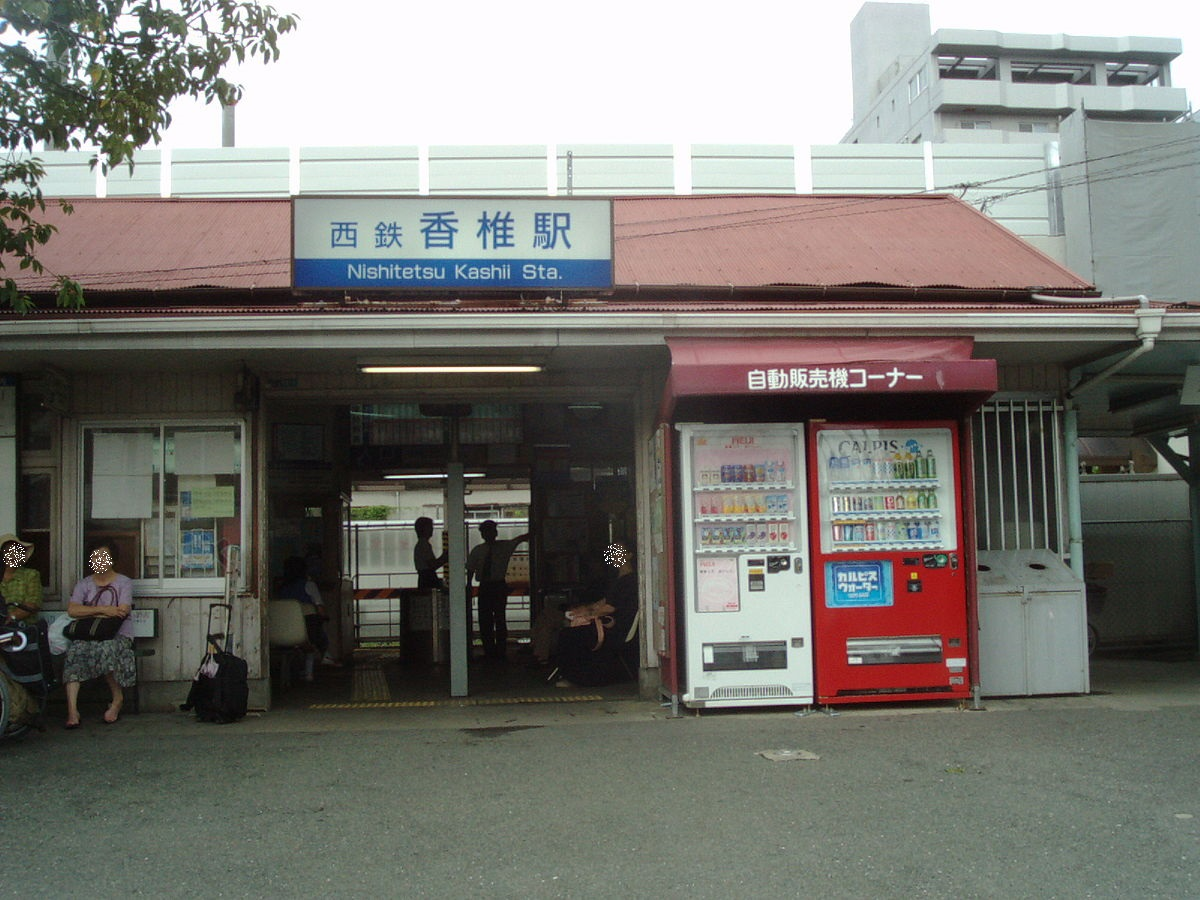
舊車站大樓（2005年8月25日）

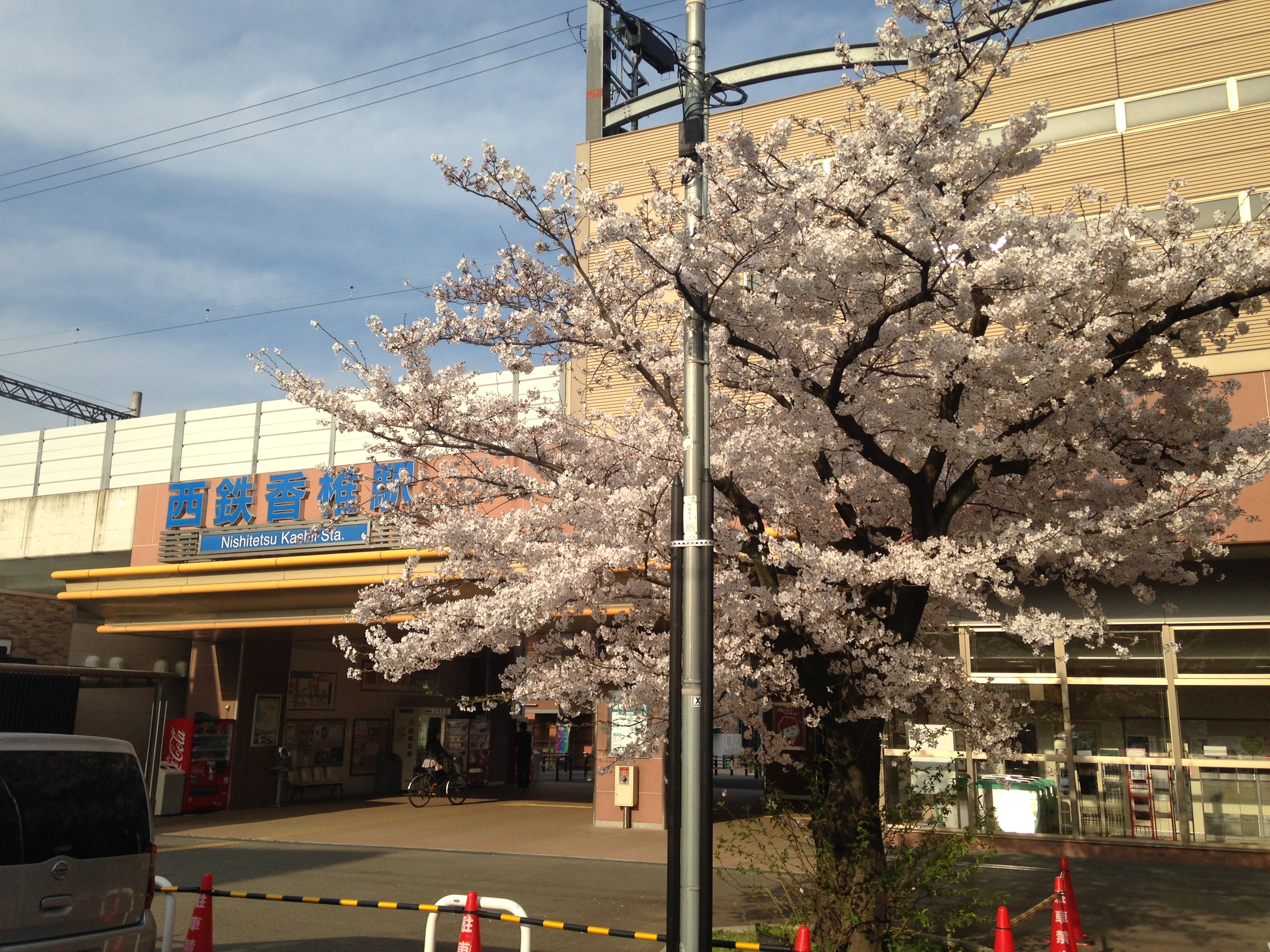
站前盛開的「清張櫻」（2014年3月28日）

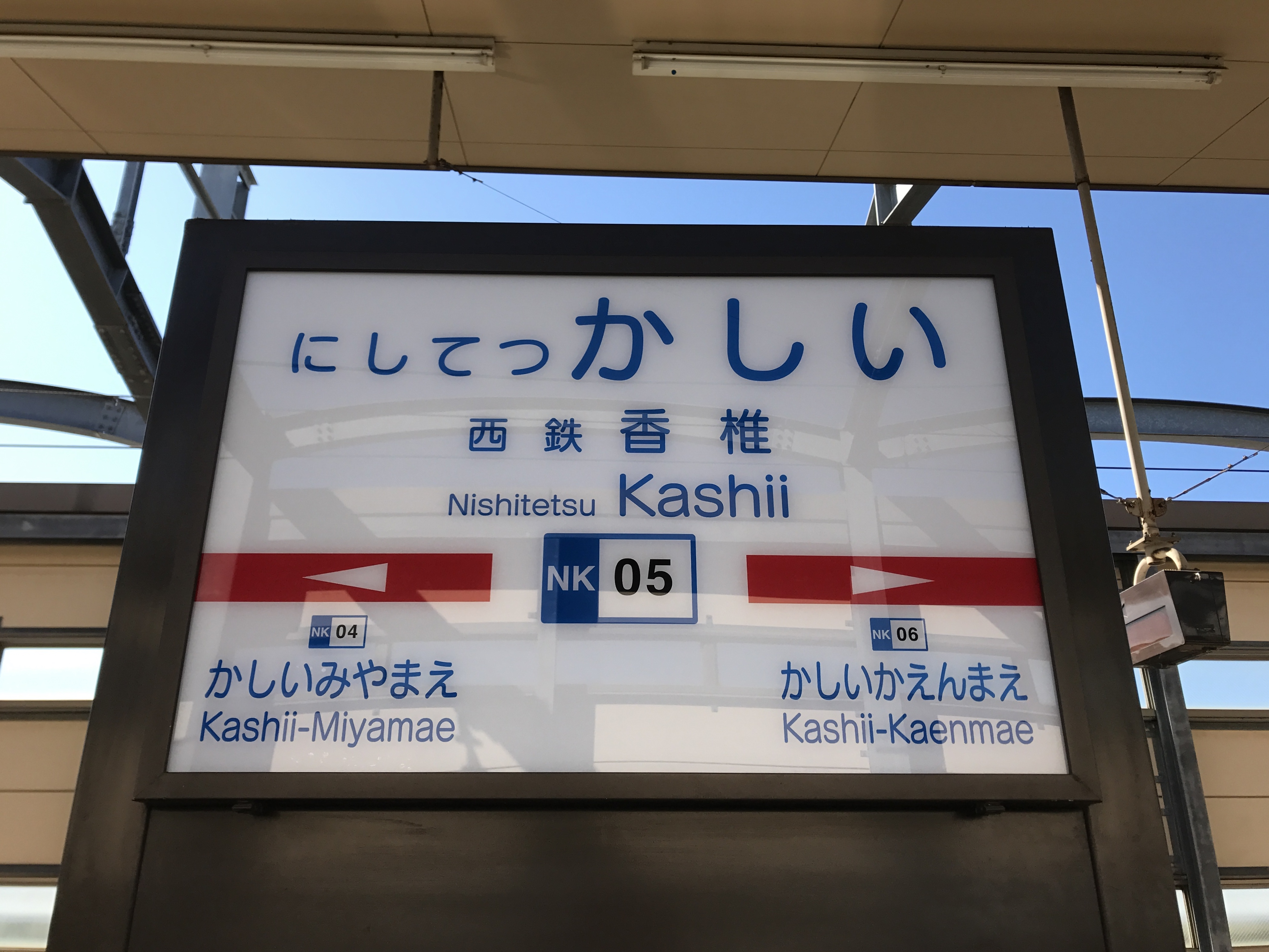
設有車站編號的站名牌。當中「西鐵」的部分字體較小（2017年2月18日）

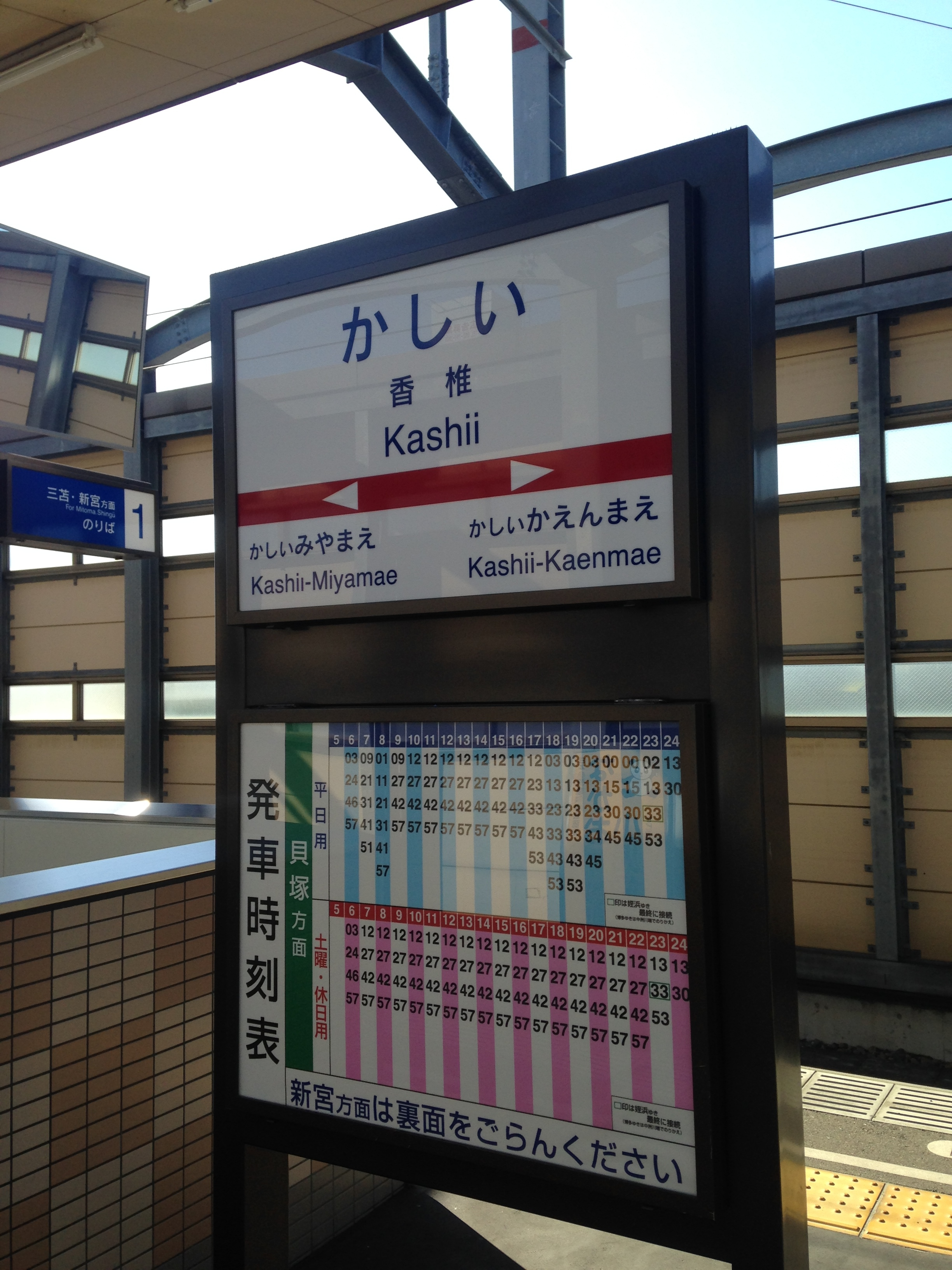
舊式站名牌和貝塚方向的時間表。當中站名牌只書寫「香椎」兩字。

西鐵香椎站（日语：／ Nishitetsu-Kashii eki */?）是位於福岡縣福岡市東區香椎站前二丁目，西日本鐵道（西鐵）的貝塚線車站。車站編號為NK05。此站是貝塚線上唯一管理車站，此站以松本清張原作小説《點與線》中提及此站而知名。
車內廣播下一站名時會以「西鐵香椎、香椎」說出此站名。

## 歷史
- 1924年（大正13年）5月23日 - 博多灣鐵道汽船（日语：博多湾鉄道汽船）新香椎站啟用。
- 1942年（昭和17年）9月19日 - 博多灣鐵道汽船與九州電氣軌道（日语：九州電気軌道）（後來為西日本鐵道）合併。
- 1950年（昭和25年）5月15日 - 車站改名為西鐵香椎站。
- 2006年（平成18年）5月14日 - 隨著進行香椎副都心土地整理工程，車站高架化[1]。
- 2017年（平成29年）2月1日 - 此站引入車站編號[2]。

## 車站構造
車站是一座高架車站，設有1面2線的島式月台，月台可容納3卡車廂，並已準備預留空間延伸月台至可容納6卡。
在2006年5月13日前車站高架化工程期間，車站使用臨時車站的型式繼續營業。在2006年5月14日高架化工程完成後，車站成為高架車站。
此站設有自動閘機、升降機、扶手電梯。1樓設有定期票售票處。

### 月台
| 月台 | 路線    | 方向           |
| ---- | ------- | -------------- |
| 1    | ■貝塚線 | 和白、新宮方向 |
| 2    | ■貝塚線 | 千早、貝塚方向 |

## 使用狀況
在2019年度，1日平均上下車人次為4,108人。在鄰近的JR香椎站（1日約1萬1千人使用）中，雖然快速和部分特急通過該站，但是JR香椎站仍然有許多乘客使用（在JR九州車站排名中，經常在10位以內）。另外在JR千早站啟用後，此站轉乘JR的乘客開始減少。
以下為各年度1日平均乘車和上下車人次列表。
| 年度   | 1日平均 乘車人次 | 1日平均 上下車人次 |
| ------ | ---------------- | ------------------ |
| 1996年 | 3,625            | 7,803              |
| 1997年 | 3,356            | 7,189              |
| 1998年 | 3,110            | 6,682              |
| 1999年 | 3,044            | 6,189              |
| 2000年 | 2,874            | 5,879              |
| 2001年 | 2,734            | 5,512              |
| 2002年 | 2,644            | 5,296              |
| 2003年 | 2,380            | 4,760              |
| 2004年 | 2,101            | 4,203              |
| 2005年 | 1,989            | 3,978              |
| 2006年 | 1,874            | 3,745              |
| 2007年 | 1,680            | 3,365              |
| 2008年 | 1,603            | 3,205              |
| 2009年 | 1,540            | 3,079              |
| 2010年 | 1,592            | 3,185              |
| 2011年 | 1,623            | 3,250              |
| 2012年 | 1,589            | 3,176              |
| 2013年 | 1,636            | 3,271              |
| 2014年 | 1,685            | 3,371              |
| 2015年 | 1,765            | 3,526              |
| 2016年 | 1,860            | 3,715              |
| 2017年 | 1,970            | 3,930              |
| 2018年 | 2,022            | 4,045              |
| 2019年 |                  | 4,108              |

## 車站周邊
車站周邊在進行香椎副都心土地重整工程後，開始進行大規模重建工程。
- JR九州香椎站 - 鹿兒島本線、香椎線
- 福岡女子大學
- 九州產業大學
- 福岡縣立香住丘高等學校（日语：福岡県立香住丘高等学校）
- 福岡縣立香椎高等學校（日语：福岡県立香椎高等学校）
- 福岡縣立香椎工業高等學校（日语：福岡県立香椎工業高等学校）
- 九州產業大學附屬九州高等學校（日语：九州産業大学附属九州高等学校）
- 福岡市立香椎小學（日语：福岡市立香椎小学校）
- 福岡市東部農業協同組合（日语：福岡市東部農業協同組合）香椎分店
- 國道3號
- 香椎出入口（日语：香椎出入口） - 福岡高速1號香椎線

## 巴士路線
隨著站前廣場落成啟用，在2017年8月26日起，於西鐵香椎出發的巴士路線開始駛入該處。

### 西鐵香椎巴士站（站前廣場迴旋路）
| 巴士站                                             | 系統  | 途經                                   | 目的地        |
| 香椎濱、箱崎埠頭、天神、大濠公園、縣廳、博多站方向 | ■22   | 香椎、香椎濱海岸通、名島、昭和通、天神 | 大濠公園 藤崎 |
| 香椎濱、箱崎埠頭、天神、大濠公園、縣廳、博多站方向 | ■23-1 | 香椎、名島、箱崎埠頭、昭和通、天神     | 大濠公園      |
| 香椎濱、箱崎埠頭、天神、大濠公園、縣廳、博多站方向 | ■29   | 香椎、香椎濱海岸通、名島、縣廳         | 博多站        |

### 西鐵香椎站前巴士站
| 巴士站                     | 系統                 | 途經                                            | 目的地          |
| 香椎濱、天神、大濠公園方向 | □沒有編號            | 香椎、香椎濱海岸通                              | 香椎濱二丁目    |
| 香椎濱、天神、大濠公園方向 | ■23                  | 香椎、名島、昭和通                              | 天神三丁目 (15) |
| 香椎濱、天神、大濠公園方向 | ■23                  | 香椎、名島、昭和通、天神                        | 大濠公園        |
| 香椎濱、天神、大濠公園方向 | ■23-B                | 香椎、都市高速（香椎濱 - 吳服町）、昭和通、天神 | 大濠公園        |
| 下原方向                   | ■23、23-B、□沒有編號 |                                                 | 下原            |

■・□…不同方向的編號色
- ■…黑地|都心（博多站、天神）方向
- □…白地|同地區的郊外路線、沒有巴士路線編號、白色
- ■…黃地|香椎、和白、土井（經香椎參道）、赤間方向
- ■…藍地|福岡塔、早良、金武、姪濱方向

## 其他
在車站變為高架站前，此站設有車站啟用時已經存在的車站大樓。當時為西鐵全線唯一於大正時代已建成的戰前建築。

## 相鄰車站
西日本鐵道
■貝塚線
香椎宮前（NK04）－西鐵香椎（NK05）－香椎花園前（NK06）

## 注腳
1. 1 2  白土洋次. . 鐵道迷 (交友社). 2006, 46 (8): 188 （日语）.
2. ↑   (PDF). 西日本鐵道. 2017-01-24  [2017年3月20日]. （原始内容存档 (PDF)于2020-07-28） （日语）.
3. ↑  . 西日本鉄道株式会社.   [2021-01-14]. （原始内容存档于2021-01-29） （日语）.
4. ↑  福岡市統計書 （都市圈之概況） 福岡都市圈的私鐵各站上下車人次 （页面存档备份，存于）（日語） 2021年3月22日參閲

## 外部連結
- 西鐵香椎站（西鐵沿線web） （页面存档备份，存于）（日語）